# 一时经
一时经为日课经的一部分。一时经为罗马人的一点，是修士们祈祷的时刻，即現在的上午六點。按照古罗马的传统礼仪，这时的祈祷应该由一首赞歌、三首圣诗（或几节圣诗）、一段简短的圣书阅读、一段经文和一段祷告组成。
一時經於第二次梵蒂岡大公會議上宣布廢除。